# Религия Гуама

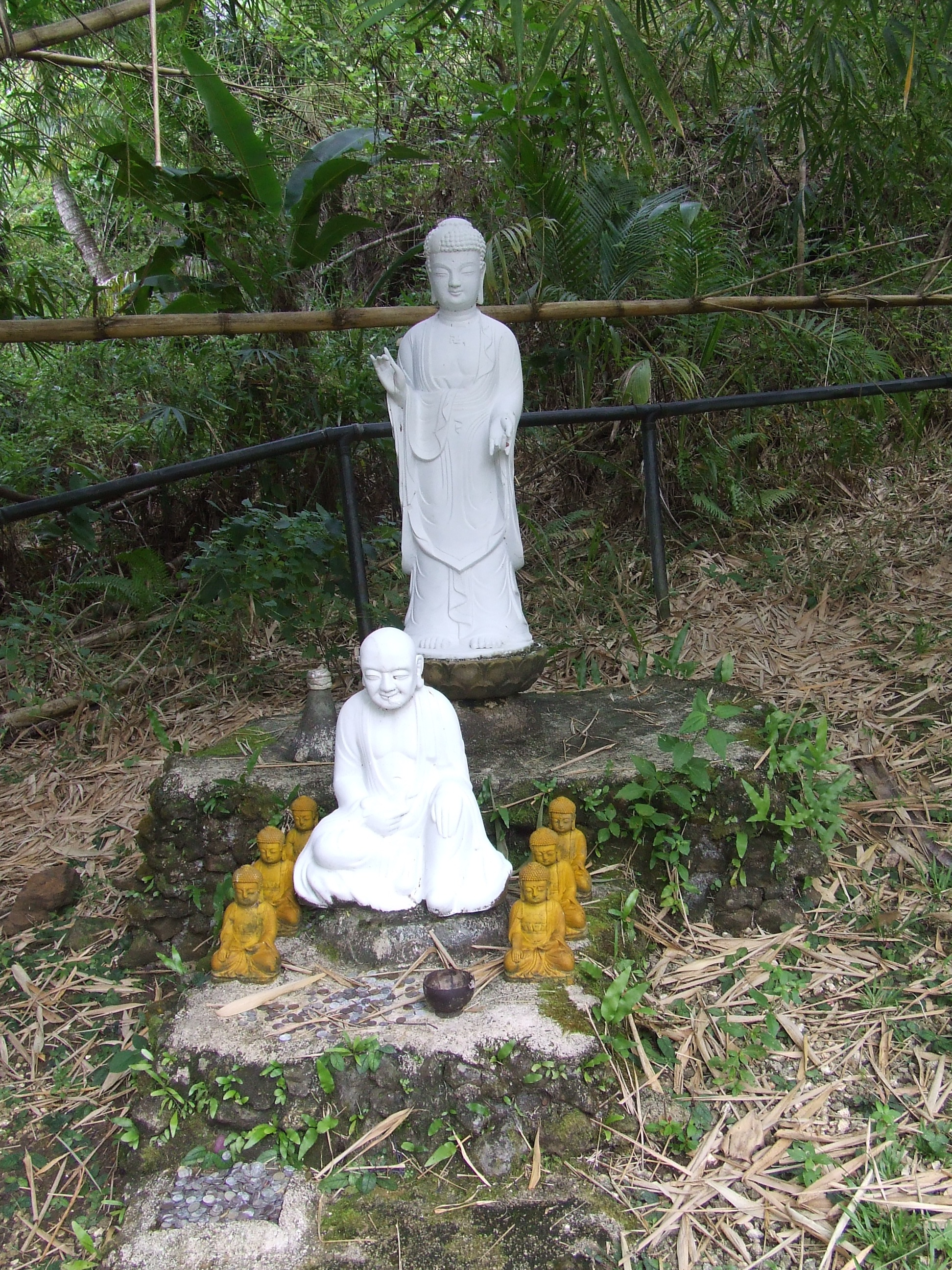
Святилище на Гуаме

Религия Гуама — совокупность религиозных верований, присущих населению острова. Большинство населения Гуама исповедует христианство.

## История
До открытия острова испанцами в 1521 году племена чаморро исповедовали местные традиционные верования. В результате испано-чаморрских войн практически все местное население было истреблено. Из 100 000 обитателей Гуама осталось около 3000. Испанцы принесли на остров католичество, которое в дальнейшем стало доминирующей религией на Гуаме. В 1898 году в ходе испано-американской войны США завоевали остров. После этого на остров стали прибывать представители других религий.   

## Христианство
Большинство жителей Гуама христиане, составляют 94% от населения острова.
Католики составляют подавляющее большинство —75 % (по данным доклада ЦРУ - 85%) от населения страны, протестанты составляют 17.7%.

## Другие
На Гуаме есть представители других религий, буддисты составляют 1,1% населения страны, православные и индуисты составляют менее 1%, имеется около 150 иудеев, до 100 мусульман и сторонников религии бахаи. Около 1,5% населения острова до сих пор исповедуют местные религиозные культы. 1,7% — атеисты.

## Статистика
По данным исследовательского центра Pew Гуам имеет такой религиозный состав:
- Католики — 75%
- Протестанты — 17.7%
- Атеисты — 1.7%
- Другие религии — 1.6%
- Язычники — 1.5%
- Другие христиане — 1.4%
- Буддисты — 1.1%
- Православные — <1%
- Индусы — <1%
- Мусульмане <1%
- Иудеи <1%[1]